# Lasseter Highway
Lasseter Highway - droga stanowa nr 4 w Australii, w Terytorium Północnym. Rozpoczyna swoją trasę w miejscowości Erldunda przy skrzyżowaniu z drogą Stuart Highway (DK87). Dojazd do parku narodowego Uluru – Kata Tjuta.

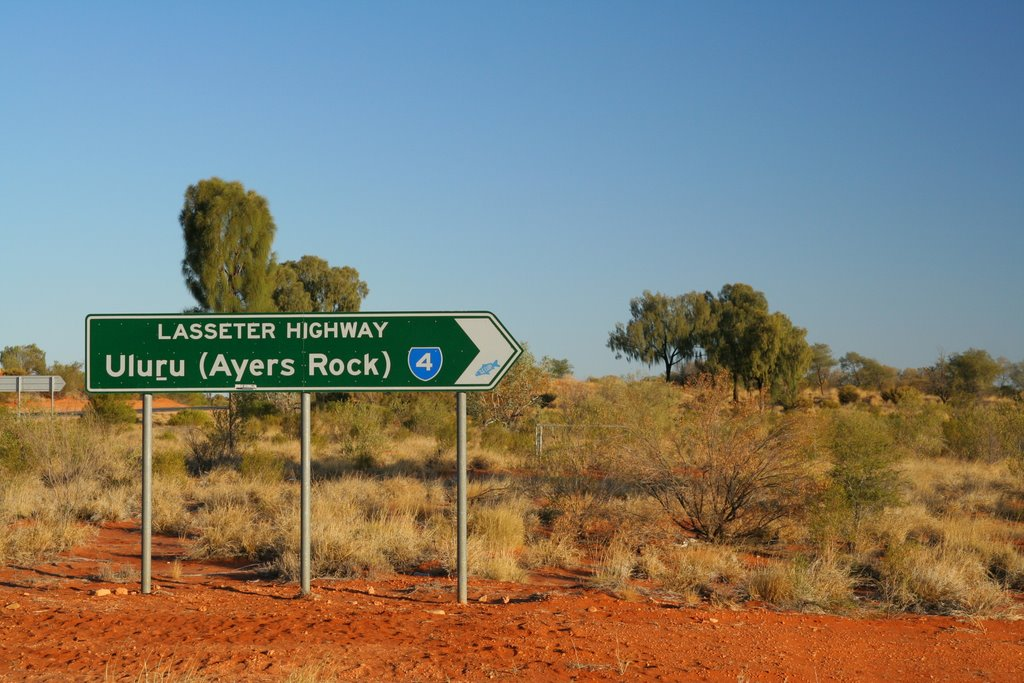
Lasseter Highway